# 丹貝格山
48°00′13″N 14°27′27″E / 48.0035°N 14.4574°E

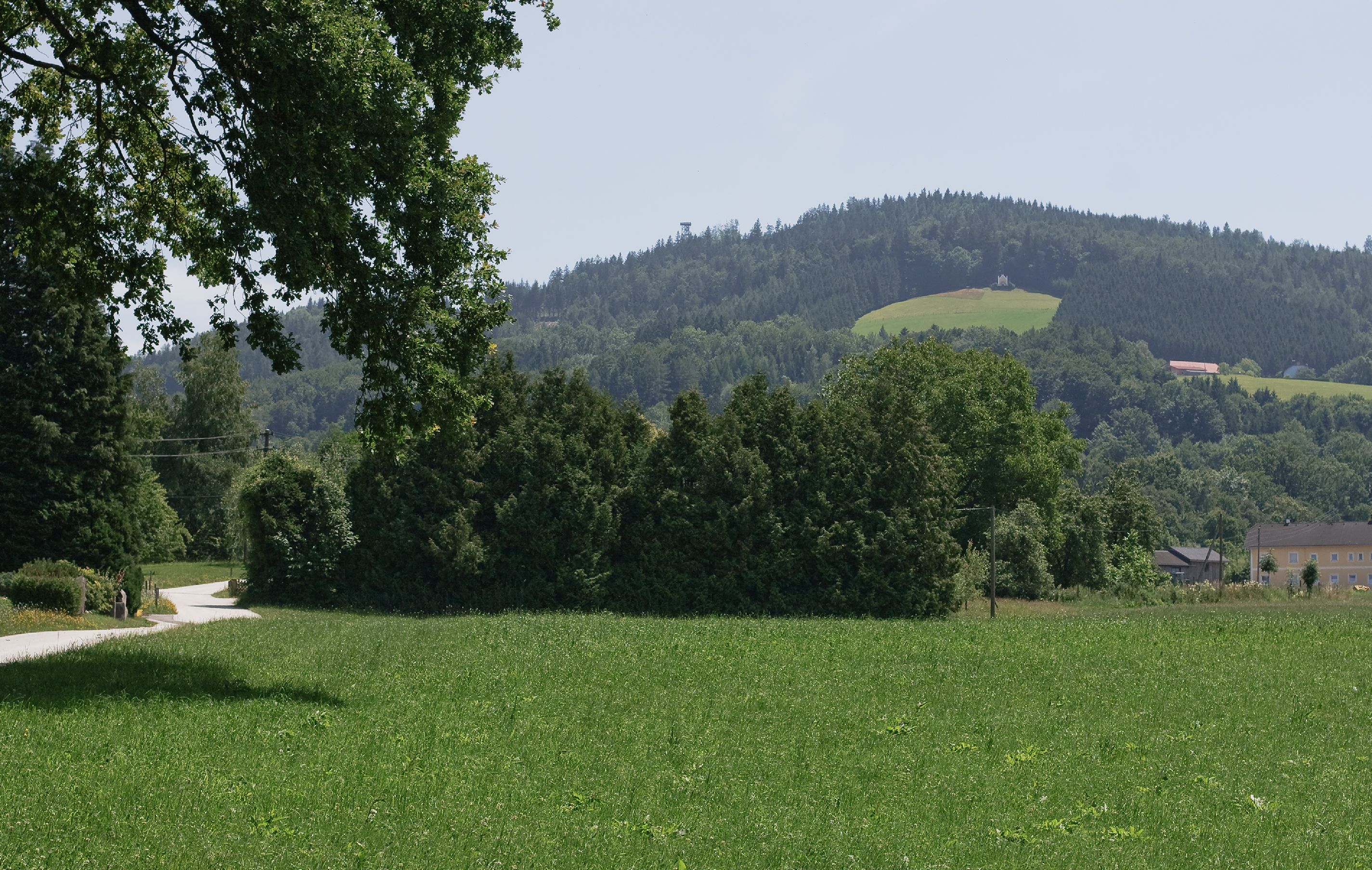

丹貝格山（德語：Damberg），是奧地利的山峰，位於該國北部，由上奧地利州負責管轄，屬於上奧地利前阿爾卑斯山脈的一部分，距離施瓦茨貝格山2.7公里，海拔高度807米。